# Harmogenanina argentea
Harmogenanina argentea је пуж из реда Stylommatophora и фамилије Helicarionidae.

## Угроженост
Ова врста се сматра рањивом у погледу угрожености врсте од изумирања.

## Распрострањење
Ареал врсте је ограничен на острво Реинион.